# The Greatest Question
The Greatest Question is een Amerikaanse dramafilm uit 1919 onder regie van D.W. Griffith. De film werd destijds in Nederland uitgebracht onder de titel De kleine martelares.

## Verhaal
Een weesmeisje wordt opgevangen door een arm boerengezin. Wanneer de oudste zoon naar Europa wordt gestuurd, is het gezin zijn kostwinner kwijt. Ze worden bijna gedwongen om hun boerderij te verkopen. Het weesmeisje gaat werken bij een ander gezin. Ze is er zich niet van bewust dat ze die mensen vroeger een moord heeft zien plegen.

## Rolverdeling
| Acteur            | Personage       |
| ----------------- | --------------- |
| Lillian Gish      | Nellie Jarvis   |
| Robert Harron     | Jimmie Hilton   |
| Ralph Graves      | John Hilton jr. |
| Eugenie Besserer  | Mevrouw Hilton  |
| George Fawcett    | Mijnheer Hilton |
| Tom Wilson        | Oom Zeke        |
| George Nichols    | Martin Cain     |
| Josephine Crowell | Mevrouw Cain    |